# Comuna Voinivka, Ciutove
Voinivka (în ucraineană Войнівка) este o comună în raionul Ciutove, regiunea Poltava, Ucraina, formată din satele Storojove, Vînomînivka și Voinivka (reședința).

## Demografie
Componența lingvistică a comunei Voinivka
     Ucraineană (97,48%)
     Rusă (2,24%)
     Alte limbi (0,18%)
Conform recensământului din 2001, majoritatea populației comunei Voinivka era vorbitoare de ucraineană (97,48%), existând în minoritate și vorbitori de rusă (2,24%).